# John Moe
John Moe, född 31 maj 1919, död 22 juli 2001, hade en framgångsrik karriär som dubbelagent för MI5 under andra världskriget. 
Den 7 april 1941, rodde han i land, i en gummibåt på Crovie, Moray Firth, tillsammans med kollegan Tor Glad. Paret hade rekryterats av Abwehr i Norge och flögs över Nordsjön i ett sjöflygplan av Luftwaffe. Vid sin ankomst anmäler de sig till den förvånade polisen i Banffshire. Moe och Glad uppgav sig vara tyska spioner. 
I förhör visar det sig att Moe och hans vän hade anslutit sig till Abwehr för att komma till Storbritannien, och där ta kontakt med de norska styrkorna i exil. De förs till London för att förhöras i Camp 020, säkerhetstjänstens (MI5) förhörscentrum vid Ham Common. Där upptäckte MI5 att Moe hade brittiskt medborgarskap genom sin mor, och talade engelska med Lancashire-accent. Det var resultatet av semestrar med modern Ida, och somrarna med morföräldrarna som bodde i Ashton-under-Lyne. 
Moe och Glad rekryteras av MI5 som dubbelagenter i Double-Cross System. Från ett säkert hus på Crespigny Road 35, Hendon, återetablerades kontakten med Abwehr. Detta under överinseende av Major TA Robertson och en "case officer", Christopher Harmer. 
Kodnamnet Mutt och Jeff, kommer efter de tecknade seriefigurer som de tycktes likna, (Moe var kort och tjock, medan Glad var lång och gänglig) Paret bibehåller kontakt med fienden fram till februari 1944.
Glad blev dock rastlös och uttråkad av sin insats som dubbelspion och ville delta mer aktivt i kriget och ansluta sig till de fria norska styrkorna. Då han riskerade att röja dubbelspionaget tvingades MI5 placera Glad på interneringsläger Dartmoor. Från och med då är alla hans utsändningar övertagna av Moe. 
Under sin karriär som dubbelagent Moe var inblandad i ett flertal vilseledande uppdrag, och som ett viktigt bidrag till ”Solo 1”, för att dölja den allierade avsikten före invasionen i Nordafrika i november 1941. Moe berättade för Abwehr att han hade sett norska soldater utbildning i vinterkläder i Skottland. Som resultat av detta håller tyskarna kvar 320.000 soldater i Skandinavien för att skydda mot eventuella invasion , vilket gör den nordafrikanska kampanjen betydligt mindre farligt för de allierade. 
För att testa huruvida Abwehr fortfarande litade på honom deltog Moe i operation ”Oatmeal” under vilken han övertygade tyskarna att släppa ner sprängmedel och andra saker med fallskärm i närheten av Aberdeen i februari 1943. 
Han påstod sig utföra sabotageoperationer till Abwehr - som MI5 ordnade med att det rapporteras om i tidningar. Ett tomt livsmedelslager i Wealdstone sprängdes och ett nedlagt kraftverk i Bury St Edmunds. Hans verkliga lojalitet upptäcks aldrig av tyskarna. 
John Moe medverkade i TV-programmet Här är ditt liv 1983-01-22 och har även uppmärksammats med en BBC-dokumentär.